# Martin Zumsande
Martin Zumsande (* 14. September 1981 in Georgsmarienhütte) ist ein deutscher Schachspieler.

## Leben
Martin Zumsande studierte Physik an der Georg-August-Universität Göttingen. 2007 diplomierte er zum Thema Complex Ground States of Disordered Systems. Für seine Promotion arbeitete er am Max-Planck-Institut für Physik komplexer Systeme in Dresden in der Gruppe Dynamics of Biological Networks. Veröffentlichungen von ihm sind im Journal of Statistical Mechanics, dem European Physical Journal und dem Journal of Theoretical Biology erschienen.
Schach spielt Martin Zumsande seit 1988: Die Regeln lernte er im Alter von sieben Jahren von einem Onkel. Seit 1990 spielt er Vereinsschach. Beim SV Osnabrück spielte er bis zur Saison 2000/01, ab der Saison 2001/02 beim SK Turm Emsdetten. Von der Saison 2003/04 bis 2005/06 spielte er für Tempo Göttingen in der Staffel West der Oberliga Nord, in den ersten beiden Spielzeiten dort am Spitzenbrett, kehrte aber danach zu Emsdetten zurück, wo er bis zum Rückzug der Mannschaft 2016 spielte. Seine ersten Spiele in der höchsten deutschen Spielklasse, der Schachbundesliga, absolvierte er in der Saison 2002/03. Seit 2017 spielt Zumsande für Werder Bremen.

## Erfolge
Bei deutschen Jugendeinzelmeisterschaften belegte er drei Mal den zweiten Platz: bei der U13-Meisterschaft 1994 in Osnabrück, die von Stefan Bromberger gewonnen wurde, bei der U15-Meisterschaft 1995 in Rosenheim (Sieger war Fabian Döttling) und bei der U17-Meisterschaft 1998 in Oberhof (Sieger war Thomas Hänsel). Osnabrücker Stadtmeister wurde er 1996. Niedersächsischer U15-Meister wurde er 1996 in Lingen (Ems). Niedersächsischer U17-Meister 1997, bei der Niedersächsischen Meisterschaft 2000 in Bramsche belegte er hinter Lev Gutman den zweiten Platz. Im selben Jahr wurde er beim 2. Elo-Pokal in Buchholz in der Nordheide punktgleich mit dem Turniersieger Florian Mossakowski Zweiter und wurde beim A-Open der 28. Dortmunder Schachtage hinter József Pintér Zweiter.
Seit Juni 2007 trägt er den Titel Internationaler Meister. Die Normen hierfür erzielte er in der Saison 2002/03 in der deutschen Schachbundesliga, bei einem IM-Turnier in Norderstedt im April 2006, das er gewinnen konnte, sowie bei einem First Saturday IM-Turnier in Budapest im September 2006, das er ebenfalls gewann. Mit seiner höchsten Elo-Zahl von 2492 im Oktober 2018 lag er auf dem 49. Platz der deutschen Elo-Rangliste.
Als Shōgispieler ist er Träger des 1. Dan (FESA).